# R-77

Computertekening van de R-77.

De Vympel R-77 of RVV-AE (Russisch: P-77 en PBB-AE) (NAVO-codenaam AA-12 Adder) is een Russische lucht-luchtraket voor de middellange afstand op basis van actieve radargeleiding. Het is het equivalent van de Amerikaanse AIM-120 AMRAAM, en is hier zelfs zo goed mee te vergelijken dat de R-77 soms AMRAAMski genoemd wordt.

## Geschiedenis
De ontwikkeling van de raket is begonnen in 1982 en grootschalige productie begon in 1993-1994. De meeste vliegtuigen van de Russische Luchtmacht kunnen echter nog steeds niet met de raket omgaan vanwege verouderde radarsystemen.
Het meest opvallende aan de R-77 zijn de staartvinnen met visnetstructuur.

## Specificaties
- Producent: Vympel NPO
- Functie: Lucht-luchtraket voor de middellange afstand
- Bereik: 50-80 km[2]
- Topsnelheid: 3600 km/h
- Aandrijving: 1 vastebrandstofmotor
- Springlading: 22,5 kg hoogexplosief
- Massa bij lancering: 175 kg
- Lengte: 3600 mm
- Schachtdiameter: 200 mm
- Spanwijdte vinnen: 700 mm
- Lanceerplatform:
  - Straaljagers:
    - Sukhoi Su-30
    - Sukhoi Su-33
    - Sukhoi Su-34
    - Sukhoi Su-35
    - Sukhoi Su-37
    - Soechoj Soe-57
    - MiG-29S
    - MiG-31M
    - Jakovlev Jak-141